# Puchar Ameryki Południowej w narciarstwie alpejskim mężczyzn 2019
Puchar Ameryki Południowej w narciarstwie alpejskim mężczyzn w sezonie 2019 zawody rozgrywane pod patronatem Międzynarodowej Federacji Narciarskiej (FIS) w lecie 2019 roku. Pierwsze zawody odbyły się 5 sierpnia w argentyńskim Cerro Catedral. Ostatnie zawody tej edycji zostały rozegrane 5 października 2019 roku w chilijskim ośrodku narciarskim Corralco.
Triumfu w klasyfikacji generalnej z poprzedniego sezonu bronił Słoweniec Klemen Kosi.

## Podium zawodów
| Lp. | Data                | Miejscowość    | Konkurencja | 1. Miejsce                     | 2. Miejsce                     | 3. Miejsce                     |
| --- | ------------------- | -------------- | ----------- | ------------------------------ | ------------------------------ | ------------------------------ |
| 1.  | 5 sierpnia 2019     | Cerro Catedral | Gigant      | Alejandro Puente Tasias        | Leonidas Karavasili            | Kay Holscher                   |
| 2.  | 8 sierpnia 2019     | Cerro Catedral | Slalom      | Juan del Campo                 | Lars Kuonen                    | Aingeru Garay                  |
| 3.  | 12 sierpnia 2019    | El Bolson      | Slalom      | Juan del Campo                 | Aingeru Garay                  | Cristian Javier Simari Birkner |
| 4.  | 15 sierpnia 2019    | Chapelco       | Gigant      | Alejandro Puente Tasias        | Dionys Kippel                  | Albert Ortega                  |
| 5.  | 12 września 2019    | El Colorado    | Zjazd       | Odwołano                       | Odwołano                       | Odwołano                       |
| 6.  | 17 września 2019    | Cerro Castor   | Slalom      | Robin Buffet                   | Alejandro Puente Tasias        | Joaquim Salarich               |
| 7.  | 18 września 2019    | Cerro Castor   | Gigant      | Thibaut Favrot                 | Iwan Kuzniecow                 | Albert Ortega                  |
| 8.  | 25 września 2019    | Antillanca     | Gigant      | Andres Figueroa                | Lars Kuonen                    | Nicolas Pirozzi                |
| 9.  | 27 września 2019    | Antillanca     | Slalom      | Lars Kuonen                    | Juan Pablo Vallecillo          | Cristian Javier Simari Birkner |
| 10. | 28 września 2019    | Antillanca     | Supergigant | Odwołano                       | Odwołano                       | Odwołano                       |
| 11. | 3 października 2019 | Corralco       | Zjazd       | Henrik von Appen               | Cristian Javier Simari Birkner | Simon Breitfuss Kammerlander   |
| 12. | 4 października 2019 | Corralco       | Kombinacja  | Cristian Javier Simari Birkner | Henrik von Appen               | Simon Breitfuss Kammerlander   |
| 13. | 4 października 2019 | Corralco       | Zjazd       | Cristian Javier Simari Birkner | Henrik von Appen               | Sven von Appen                 |
| 14. | 4 października 2019 | Corralco       | Zjazd       | Cristian Javier Simari Birkner | Juan Pablo Vallecillo          | Henrik von Appen               |
| 15. | 5 października 2019 | Corralco       | Kombinacja  | Henrik von Appen               | Simon Breitfuss Kammerlander   | Cristian Javier Simari Birkner |
| 16. | 5 października 2019 | Corralco       | Supergigant | Henrik von Appen               | Andres Figueroa                | Simon Breitfuss Kammerlander   |
| 17. | 5 października 2019 | Corralco       | Supergigant | Henrik von Appen               | Sven von Appen                 | Simon Breitfuss Kammerlander   |

## Klasyfikacje
| Lp. | Zawodnik                       | Punkty |
| --- | ------------------------------ | ------ |
| 1.  | Cristian Javier Simari Birkner | 892    |
| 2.  | Henrik von Appen               | 720    |
| 3.  | Simon Breitfuss Kammerlander   | 600    |
| 4.  | Andres Figueroa                | 597    |
| 5.  | Juan Pablo Vallecillo          | 558    |
| 6.  | Sven von Appen                 | 433    |
| 7.  | Lars Kuonen                    | 422    |
| 8.  | Nicolas Pirozzi                | 362    |
| 9.  | Tiziano Gravier                | 351    |
| 10. | Alejandro Puente Tasias        | 345    |

| Lp. | Zawodnik                       | Punkty |
| --- | ------------------------------ | ------ |
| 1.  | Cristian Javier Simari Birkner | 280    |
| 2.  | Henrik von Appen               | 240    |
| 3.  | Juan Pablo Vallecillo          | 180    |
| 4.  | Simon Breitfuss Kammerlander   | 150    |
| 5.  | Sven von Appen                 | 145    |
| 6.  | Tiziano Gravier                | 121    |
| 7.  | Andres Figueroa                | 110    |
| 8.  | Nicolas Pirozzi                | 97     |
| 9.  | Bautista Alarcon               | 93     |
| 10. | Baltasar Olivares              | 78     |

| Lp. | Zawodnik                       | Punkty |
| --- | ------------------------------ | ------ |
| 1.  | Henrik von Appen               | 300    |
| 2.  | Simon Breitfuss Kammerlander   | 200    |
| 3.  | Andres Figueroa                | 175    |
| 4.  | Sven von Appen                 | 160    |
| 5.  | Juan Pablo Vallecillo          | 145    |
| 6.  | Cristian Javier Simari Birkner | 145    |
| 7.  | Tiziano Gravier                | 108    |
| 8.  | Nicolas Pirozzi                | 90     |
| 9.  | Bautista Alarcon               | 84     |
| 10. | Baltasar Olivares              | 61     |

| Lp. | Zawodnik                       | Punkty |
| --- | ------------------------------ | ------ |
| 1.  | Henrik von Appen               | 180    |
| 2.  | Cristian Javier Simari Birkner | 160    |
| 3.  | Simon Breitfuss Kammerlander   | 140    |
| 4.  | Juan Pablo Vallecillo          | 95     |
| 4.  | Sven von Appen                 | 95     |
| 6.  | Andres Figueroa                | 80     |
| 7.  | Bautista Alarcon               | 64     |
| 8.  | Nicolas Pirozzi                | 62     |
| 9.  | Tiziano Gravier                | 36     |
| 10. | Baltasar Olivares              | 29     |

| Lp. | Zawodnik                       | Punkty |
| --- | ------------------------------ | ------ |
| 1.  | Alejandro Puente Tasias        | 215    |
| 2.  | Andres Figueroa                | 180    |
| 3.  | Cristian Javier Simari Birkner | 163    |
| 4.  | Lars Kuonen                    | 160    |
| 5.  | Albert Ortega                  | 120    |
| 6.  | Dionys Kippel                  | 108    |
| 7.  | Thibaut Favrot                 | 100    |
| 8.  | Leonidas Karavasili            | 95     |
| 9.  | Kay Holscher                   | 83     |
| 10. | Iwan Kuzniecow                 | 80     |

| Lp. | Zawodnik                       | Punkty |
| --- | ------------------------------ | ------ |
| 1.  | Lars Kuonen                    | 262    |
| 2.  | Juan del Campo                 | 240    |
| 3.  | Aingeru Garay                  | 156    |
| 4.  | Cristian Javier Simari Birkner | 144    |
| 5.  | Alejandro Puente Tasias        | 130    |
| 6.  | Joaquim Salarich               | 105    |
| 7.  | Juan Pablo Vallecillo          | 103    |
| 8.  | Robin Buffet                   | 100    |
| 9.  | Anthony Bonvin                 | 90     |
| 10. | Tomas Cantero                  | 61     |